# José Mena Alfaro
José Antonio Mena Alfaro (San José, 2 de febrero de 1989) es un futbolista costarricense, que juega como defensa en Club Social y Deportivo Municipal

## Trayectoria
El joven jugador realizó todas sus divisiones menores con el Deportivo Saprissa, fue convocado por la selección Sub-20 de Costa Rica para que fuera parte del mundial de Egipto 2009, Mena tuvo una destacada participación en el mundial, esto ayudó para que el jugador pudiera debutar con el equipo mayor del Deportivo Saprissa, al paso del tiempo Mena fue mejorando su rendimiento, pero en el equipo Morado había jugadores consolidados de mucha experiencia y Mena no tuvo mucha regularidad, esto hizo que el jugador pidiera que lo cedieran o vendieran, muchos equipos se interesaron en el joven jugador, El equipo de Pérez Zeledón hizo una oferta generosa por el jugador y Saprissa decidió venderlo, por el bien del equipo y la institución, en Pérez Zeledón fue una pieza clave en la Defensa tuvo bastante participación y desarrolló un gran potencial, en 2013 Mena llamó la atención de visores de Tailandia, un equipo de intereso y le hizo una oferta al Pérez Zeledon, Mena jugó varios partidos en Tailandia estaba ganándose la titularidad, pero una lesión lo alejó de las canchas por mucho tiempo, esto hizo que el equipo tailandés le rompiera el contrato, Mena tuvo que volver al país para tratar su grave lesión, después de casi 1 año y medio, el jugador se recupera, y el equipo de la Universidad de Costa Rica le da la oportunidad de jugar con ellos, ahora el joven defensa es un jugador fundamental y además fue goleador del equipo estudiantil, Al finalizar el torneo y finalizando su contrato con el cuadro estudiantil, fichó por un torneo con el Club Sport Herediano mismo que fue coronado campeón ese mismo año, fue cedido en calidad Préstamo al Antigua Guatemala FC por un año donde también fue campeón, a mediados del año 2018 ya como agente libre firmó contrato por dos años con el Club Antigueño donde en la actualidad es titular indiscutible

## Clubes
| Club                      | País       | Año         |
| ------------------------- | ---------- | ----------- |
| Saprissa                  | Costa Rica | 2010 − 2012 |
| Pérez Zeledón             | Costa Rica | 2012 - 2013 |
| Bangkok Glass FC          | Tailandia  | 2013 − 2014 |
| Universidad de Costa Rica | Costa Rica | 2015 - 2016 |
| Club Sport Herediano      | Costa Rica | 2017        |
| Antigua Guatemala FC      | Guatemala  | 2017-2023   |
| CSD Municipal             | Guatemala  | 2024-act.   |

## Palmarés

### Títulos nacionales
| Título                         | Club                              | País       | Año  |
| ------------------------------ | --------------------------------- | ---------- | ---- |
| Primera División de Costa Rica | Deportivo Saprissa                | Costa Rica | 2010 |
| Primera División de Costa Rica | Club Sport Herediano              | Costa Rica | 2017 |
| Liga Nacional de Guatemala     | Antigua Guatemala FC              | Guatemala  | 2017 |
| Liga Nacional de Guatemala     | Antigua Guatemala FC              | Guatemala  | 2019 |
| Liga Nacional de Guatemala     | Club Social y Deportivo Municipal | Guatemala  | 2024 |

## Mundiales
| Mundial             | Sede   | Año  | Resultado    |
| ------------------- | ------ | ---- | ------------ |
| Copa Mundial Sub-20 | Egipto | 2009 | Cuarto lugar |